# Bunte Brücke (Minden)
Die Bunte Brücke in der ostwestfälischen Stadt Minden ist eine Straßenbrücke, die das Stadtquartier Brückenkopf am rechten Weserufer in Minden mit dem Bahnhofsviertel im Osten verbindet. Dabei überquert die als vierspurige Straßenbrücke mit seitlichen Fahrradstreifen ausgebaute Brücke die Flutwiesen der Weser und ermöglicht so in Zusammenhang mit der Weserbrücke Minden einen trockenen und sicheren Verlauf der ehemaligen Bundesstraße 65 aus der Stadt Minden nach Osten heraus und bindet so auch den Bahnhof an die Stadt an.

## Geschichte
Aus der Inschrift einer Ende des 19. Jahrhunderts in den Grundmauern der alten Brücke gefundenen Steintafel geht hervor, dass die Bunte Brücke über die Weseraue 1622 von Albartes Schreiber und Johann Hensick gebaut wurde, die zu der Zeit als Bauherren der Stadt Minden fungierten. Mit dem Bauwerk wurde ein Weg aus der Festung Minden über den Brückenkopf nach Osten in Richtung des späteren Mindener Bahnhofs ermöglicht.  
1797 wurden durch Hochwasser vier Brückenbogen zerstört. Infolgedessen erhielt die Bunte Brücke in den Jahren 1799 und 1800 fünf neue steinerne Pfeiler. Der für den Bau nötige Portasandstein kam vom Jakobsberg und vom Wittekindsberg. 
1874 wurden die Pfeiler mit Portasandstein verstärkt. 1889/90 kam es zu nochmaligen Baumaßnahmen, 1911 bis 1915 wurden die Pfeiler mit Solling-Sandstein verstärkt. 
Die Straßenbahn Minden wurde von 1920 an über die Brücke aus der Stadt zum Bahnhof geführt. Dazu wurden Schienen ohne eigenes Gleisbett auf der Brücke verlegt und Oberleitungsmasten aufgestellt. Im Jahr 1957 wurde der Betrieb eingestellt.
Bei einer der letzten Verkehrszählungen wurde die Bunte Brücke im Jahr 2005 von rund 18 500 Fahrzeugen täglich genutzten. 
Von 2009 bis 2011 wurde die alte Brücke im Auftrag des Landesbetrieb Straßenbau NRW durch einen Neubau ersetzt. Die Firma Hentschke Bau errichtete den Neubau, eine Stahlbetonbrücke. Dabei wurden zunächst die südlichen Brückenfahrbahnen erneuert und anschließend der Neubau der nördlichen Fahrbahnen als Spannbetonbrücke umgesetzt, sodass zwei eigenständige Brückenbauten nebeneinander entstanden. Die jetzige Bunte Brücke wurde zur ersten Brücke über die Weseraue ohne Portasandstein.
Zudem wurde die Zuwegung am östlichen Brückenkopf mit einer Kreuzungsvariante geändert.

## Namensgebung
Der Namensbestandteil bunte Brücke entstand vermutlich aus dem plattdeutschen buten, also draußen und bezeichnet die von Minden aus äußere Brücke hinter dem Brückenkopf außerhalb der Festung der Stadt Minden.

## Konstruktion

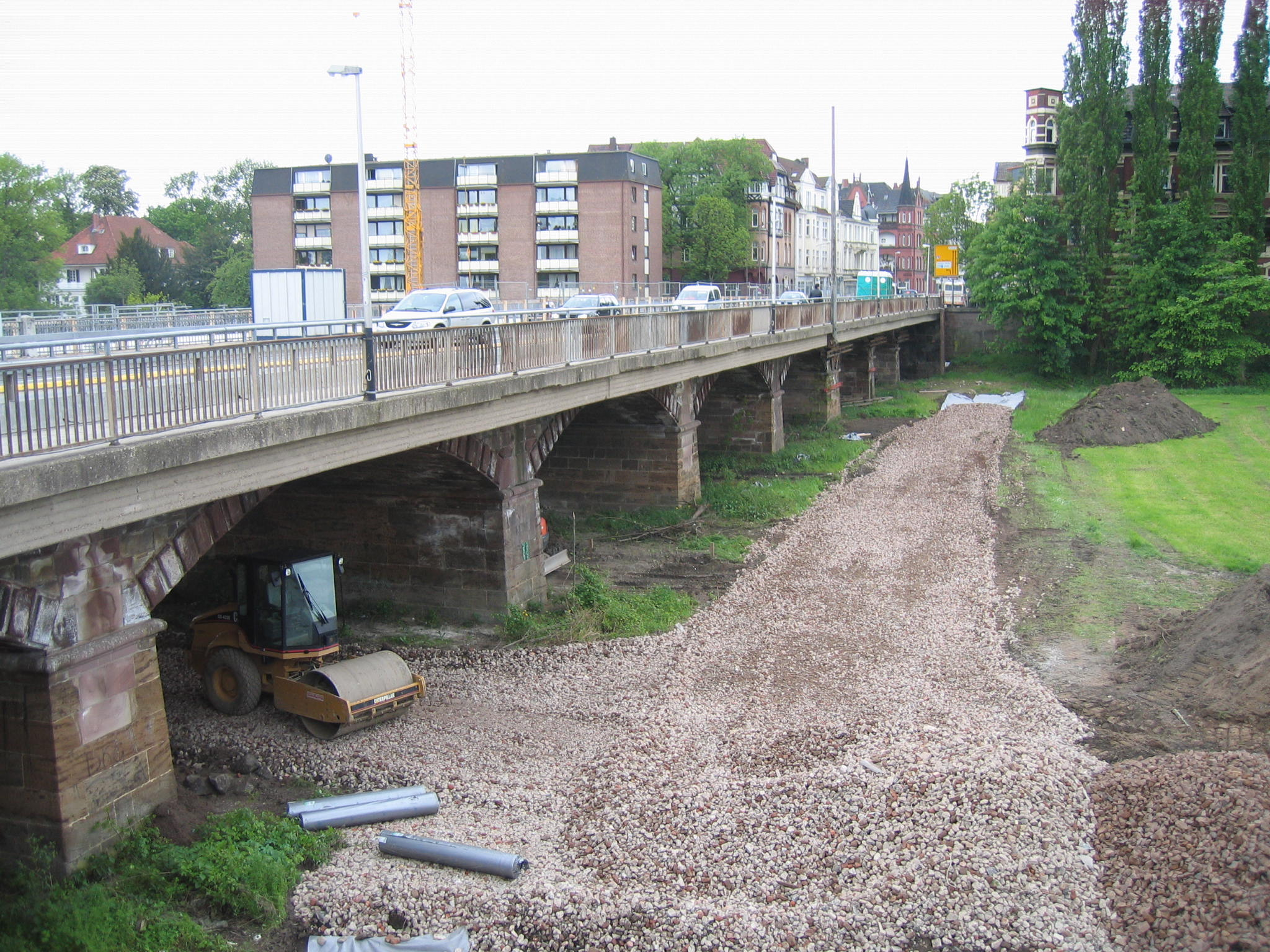
Die Brücke noch mit Sandsteinunterbau, 2010

Der erste Bau der Bunten Brücke 1622 war eine Bogenbrücke. Diese grundsätzliche Konstruktion wurde im Laufe der Zeit beibehalten. Erst der letzte Neubau änderte die Konstruktion. Die Stahlbetonbrücke besteht aus zwei nebeneinander gebauten eigenständigen Balkenbrücken, die auf Rundpfeiler gesetzt wurden. Gegründet sind diese durch Eichenpfähle, die im Bereich der Pfeiler in den Boden getrieben worden sind.